# Corrientes
 For alternative betydninger, se Corrientes (flertydig). (Se også artikler, som begynder med Corrientes)
Corrientes (guaraní: Taraguí) er en by i den nordlige del af Argentina med et indbyggertal på ca. 352.646 (2010) indbyggere. Byen er hovedstad i en provins af samme navn, og ligger ved bredden af Paraná-floden 50 km sydvest for grænsen til Paraguay.